# Tosanoides aphrodite
Tosanoides aphrodite — вид окунеподібних риб родини серранових (Serranidae). Описаний у 2018 році.

## Поширення
Єдиний представник роду, що виявлений в Атлантичному океані. Голотип знайдений серед коралових рифів поблизу скель Святого Павла, що розташовані за 940 км від північно-східної частини Бразилії.

## Опис
Дорослі особини сягають 5-8 см завдовжки. Самці мають на тілі жовті і рожеві смуги, що чередуються. Самиці мають однотонне червоно-помаранчеве забарвлення. Плавці забарвлені в салатовий колір.